# Franke & the Knockouts
Franke & the Knockouts waren eine in der frühen achtziger Jahren erfolgreiche US-amerikanische Softrockband. Gegründet wurde die Band 1980 von Franke Previte (Sänger und Songwriter) und Billy Elworthy (Gitarre) in New Brunswick, New Jersey. Zur Erstbesetzung gehörten außerdem Blake Levinsohn (Keyboards), Leigh Foxx (Bass) und Claude LeHenaff (Schlagzeug).

## Karriere
Das Debütalbum Franke & the Knockouts, das 1981 bei Millennium Records erschien, war mit dem darauf enthaltenen US-Top-10-Hit Sweetheart zugleich das erfolgreichste Album der Band. Es folgten dann nach diversen personellen Umbesetzungen noch die beiden weiteren Alben Below the Belt (1982) und das bei MCA erschienene Making the Point (1984), auf dem der anschließend zu Bon Jovi gewechselte Tico Torres Schlagzeug spielte.
Nach der Auflösung der Band 1986 machte sich Franke Previte unter anderem einen Namen, als er 1987 für den Soundtrack zum Film Dirty Dancing den weltweit erfolgreichen Song (I’ve Had) The Time of My Life mitkomponierte und dafür einen Oscar und einen Golden Globe erhielt. Der Song Hungry Eyes, ursprünglich ein Demosong der Band, wurde über den Film in der Version von Eric Carmen ebenfalls ein großer Hit.

## Diskografie

### Studioalben
| Jahr | Titel                    | Höchstplatzierung, Gesamtwochen, AuszeichnungChartsChartplatzierungen (Jahr, Titel, Platzierungen, Wochen, Auszeichnungen, Anmerkungen) | Anmerkungen                    |
| Jahr | Titel                    | US | Anmerkungen                    |
| ---- | ------------------------ | --- | ------------------------------ |
| 1981 | Franke and the Knockouts | US31 (27 Wo.)US | Erstveröffentlichung: Mai 1981 |
| 1982 | Below the Belt           | US48 (18 Wo.)US | Erstveröffentlichung: Mai 1982 |

Weitere Veröffentlichungen
- 1984: Makin’ the Point
- 1999: The Sweetheart Collection

### Singles
| Jahr | Titel Album                                           | Höchstplatzierung, Gesamtwochen, AuszeichnungChartsChartplatzierungen (Jahr, Titel, Album, Platzierungen, Wochen, Auszeichnungen, Anmerkungen) | Anmerkungen                        |
| Jahr | Titel Album                                           | US | Anmerkungen                        |
| ---- | ----------------------------------------------------- | --- | ---------------------------------- |
| 1981 | Sweetheart Franke and the Knockouts                   | US10 (19 Wo.)US | Erstveröffentlichung: Februar 1981 |
| 1981 | You’re My Girl Franke and the Knockouts               | US27 (13 Wo.)US | Erstveröffentlichung: Juni 1981    |
| 1982 | Without You (Not Another Lonely Night) Below the Belt | US24 (15 Wo.)US | Erstveröffentlichung: März 1982    |